# Добрунов, Григорий Тимофеевич
Григорий Тимофеевич Добрунов (21 января 1921 — 27 августа 2014, Москва) — полковник Советской Армии, участник Великой Отечественной войны и подавления Венгерского восстания 1956 года, Герой Советского Союза (1956).

## Биография
Григорий Добрунов родился 21 января 1921 года в селе Козычево (ныне — Яковлевский район Белгородской области) в семье крестьянина. В 1939 году окончил два курса Харьковского института физической культуры. В марте 1939 года Добрунов был призван на службу в Рабоче-крестьянскую Красную Армию. Проходил службу на Дальнем Востоке. В 1941 году Добрунов окончил Владивостокское пехотное училище. С июня 1942 года — на фронтах Великой Отечественной войны. Принимал участие в боях на Воронежском, Юго-Западном, 1-м Украинском фронтах. Участвовал в Сталинградской и Курской битвах, битве за Днепр, освобождении Киева, Висло-Одерской и Берлинской операциях. В 1942 году был тяжело ранен.
К 1956 году гвардии подполковник Григорий Добрунов командовал 99-м отдельным разведывательным батальоном 2-й гвардейской механизированной дивизии Особого корпуса советских войск в Венгерской Народной Республике. Особо отличился во время подавления Венгерского восстания.
24 октября 1956 года батальон Добрунова, в составе которого находились 16 танков, 90 мотоциклов и несколько бронетранспортёров, с боями прорвался в Будапешт. В боях с повстанцами батальон предотвратил попытку захвата здания Генерального штаба Венгерской Народной Армии, прорвал окружение здания штаба советского командования. Именно бойцы батальона Добрунова обнаружили местонахождение центра восстания — помещение кинотеатра «Корвин» на проспекте Юлле. Также бойцы батальона обнаружили и захватили резидента ЦРУ США. Батальон вёл уличные бои до 30 октября 1956 года, когда советские войска были выведены из города. 4 ноября при повторном вводе в Будапешт советских войск батальон вновь принимал активное участие в разгроме и разоружении повстанцев.
Указом Президиума Верховного Совета СССР от 18 декабря 1956 года за «мужество и отвагу, проявленные при выполнении воинского долга» гвардии подполковник Григорий Добрунов был удостоен высокого звания Героя Советского Союза с вручением ордена Ленина и медали «Золотая Звезда» за номером 10795.
Продолжал службу в Венгрии. В 1962 году в звании полковника Добрунов вышел в отставку. Умер 27 августа 2014 года.  Похоронен в Москве на Николо-Архангельском кладбище.
Был также награждён двумя орденами Красного Знамени, орденами Суворова 3-й степени, Отечественной войны 1-й и 2-й степеней, двумя орденами Красной Звезды, а также рядом медалей.

## Видео
- Добрунов Георгий Тимофеевич : Выпускник ВВПУ 1941 года, Герой Советского Союза